# Navire à effet de surface
Pour les articles homonymes, voir NES et SES.
 (août 2018).
Si vous disposez d'ouvrages ou d'articles de référence ou si vous connaissez des sites web de qualité traitant du thème abordé ici, merci de compléter l'article en donnant les références utiles à sa vérifiabilité et en les liant à la section « Notes et références ».

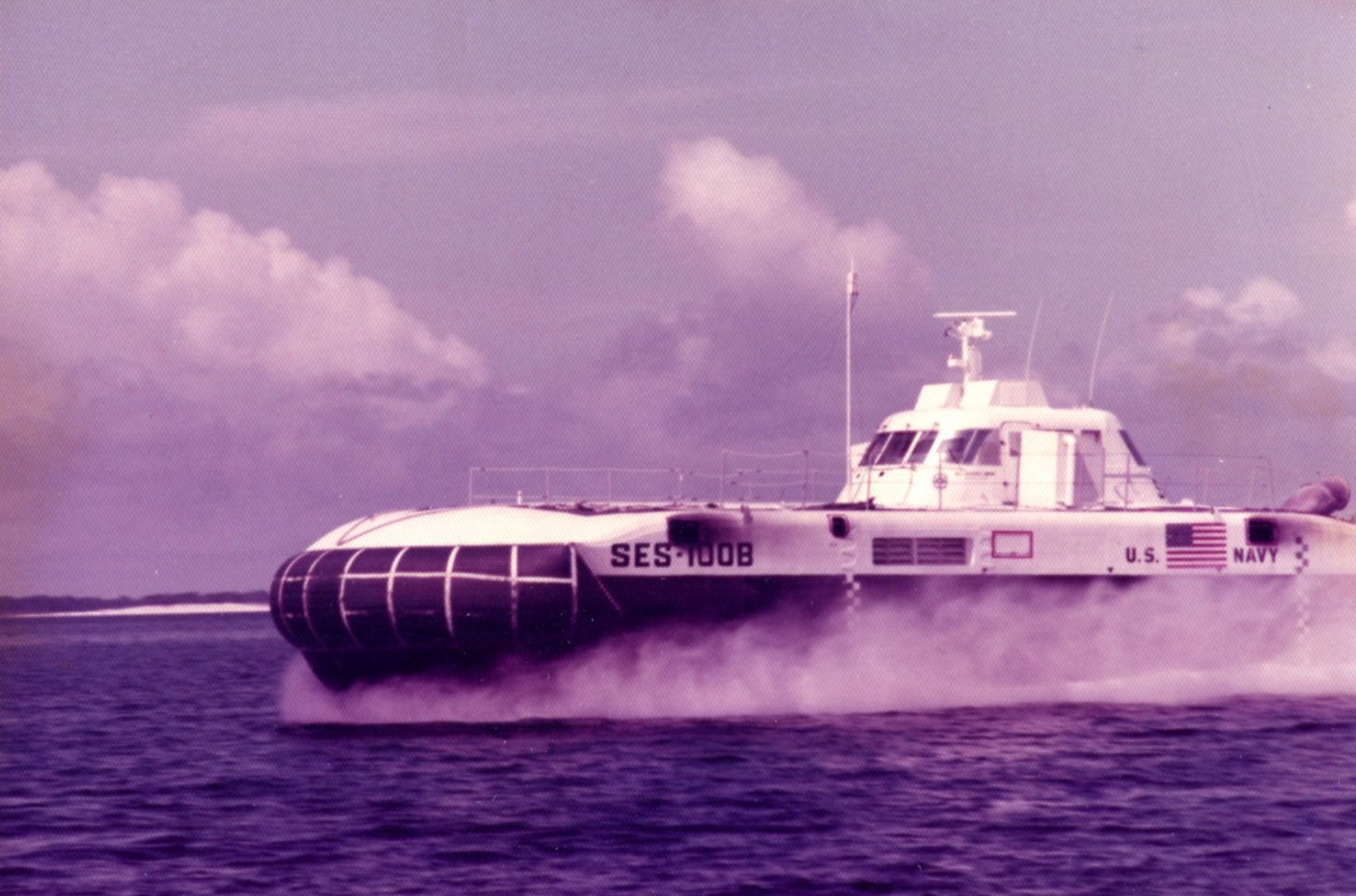
Le SES-100B dans la baie de St. Andrews en 1975

Un navire à effet de surface (NES) (en anglais SES pour surface effect ship) est un navire à portance  qui fonctionne en utilisant une couche d'air entre la coque du navire et la surface de l'eau. La création de cette couche requiert d'atteindre une certaine vitesse sur une eau calme. Ce type de navire respecte donc des contraintes hydrodynamiques pour « décoller » et des contraintes aérodynamiques ensuite.

## Portance
À la surface de l'eau, la portance est archimédienne (une partie de la coque est immergée) et aérostatique (soufflante et coussin d'air ou effet de sol) ensuite. La portance générée par le coussin d'air peut atteindre environ 80 à 90 % du poids total.[réf. nécessaire]
La réduction de traînée hydrodynamique des coques permet d'atteindre des vitesses élevées (40 à 100 nœuds en volant jusqu'à six mètres au-dessus de l'eau). Lorsque la vitesse est faible ou lorsque la soufflante n'est pas activée, le navire flotte sur l'eau grâce à sa coque immergée, comme un navire classique.

## Avantages
L'avantage des NES sur les aéroglisseurs vient de l'immersion minimale mais suffisante des coques qui autorise une propulsion maritime immergée classique (le plus souvent à l'aide d'hydrojets, plus rarement à hélices), leur permettant un accès normal aux installations portuaires, alors que les aéroglisseurs nécessitent des rampes d'accès spécifiques, interdites au public à cause du souffle des hélices aériennes.